# 이케모토 도모키
이케모토 도모키(일본어: 池元 友樹, 1985년 3월 27일 ~ )는 일본의 전 축구 선수이다.

## 구단 경력
그는 2007년부터 2020년까지 J리그의 기라반츠 기타큐슈, FC 기후, 가시와 레이솔, 요코하마 FC, 마쓰모토 야마가 FC에서 활동하였다.